# Haardtgebergte
Het Haardtgebergte (Duits: Haardtgebirge) is een laaggebergte in de Duitse deelstaat Rijnland-Palts.
De hoogste top is de Grote Kalmit in de buurt van het dorp Maikammer, met 673 meter.
Het Haardtgebergte is een deel van het Paltserwoud (Duits: Pfälzer Wald) en bestrijkt een oppervlakte van ongeveer 85 km². Het gebied wordt door de gemeentes Bockenheim in het noorden en Schweigen in het zuiden begrensd. Het gebied rijst op ten noordwesten van de Boven-Rijnse Laagvlakte als een serie smalle heuvels waarop wijnbouw wordt bedreven. In het gebied ligt de Deutsche Weinstraße. Tevens bevinden zich in het gebied talrijke overblijfselen uit de Middeleeuwen, zo zijn er vele burchten en burchtruïnes waarvan het Hambacher Schloss het bekendste is.
De naam Haardt is afgeleid van hetzelfde woord als de naam van het Harzgebergte.